# Rhynchina imitans
Rhynchina imitans là một loài bướm đêm trong họ Erebidae.